# Funke (Verbrennung)

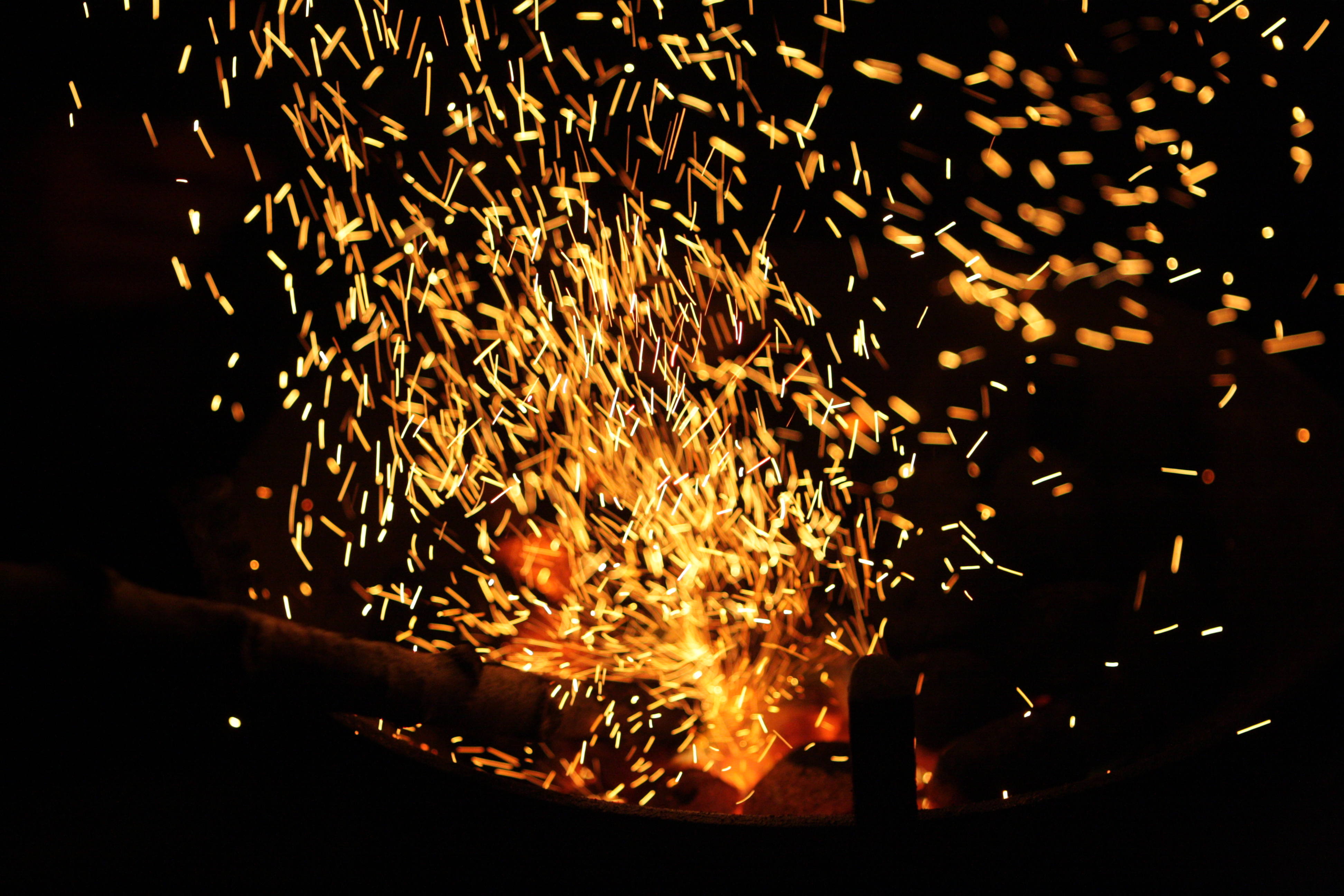
Funken über einem Holzkohlefeuer

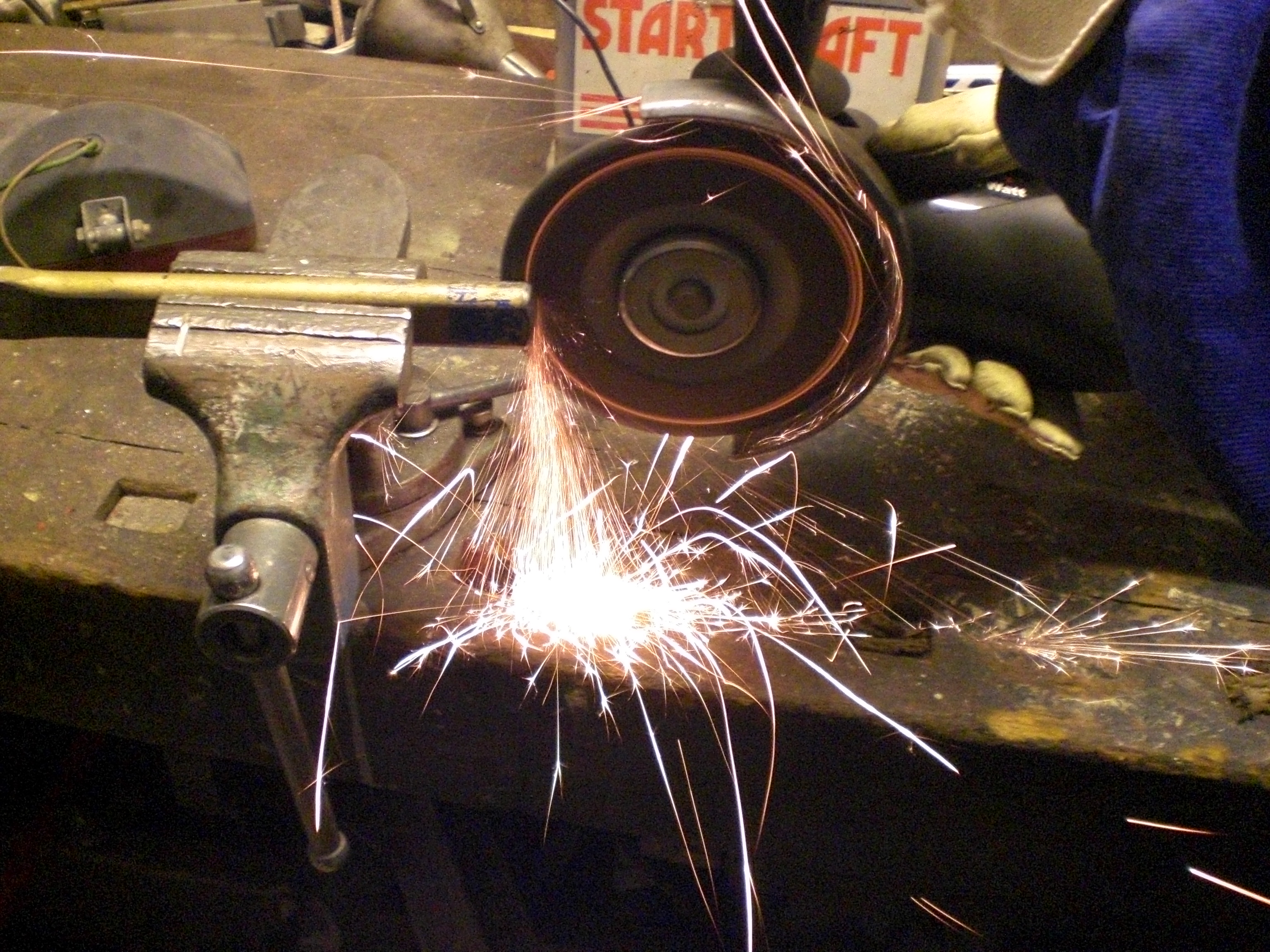
Funken eines Winkelschleifers

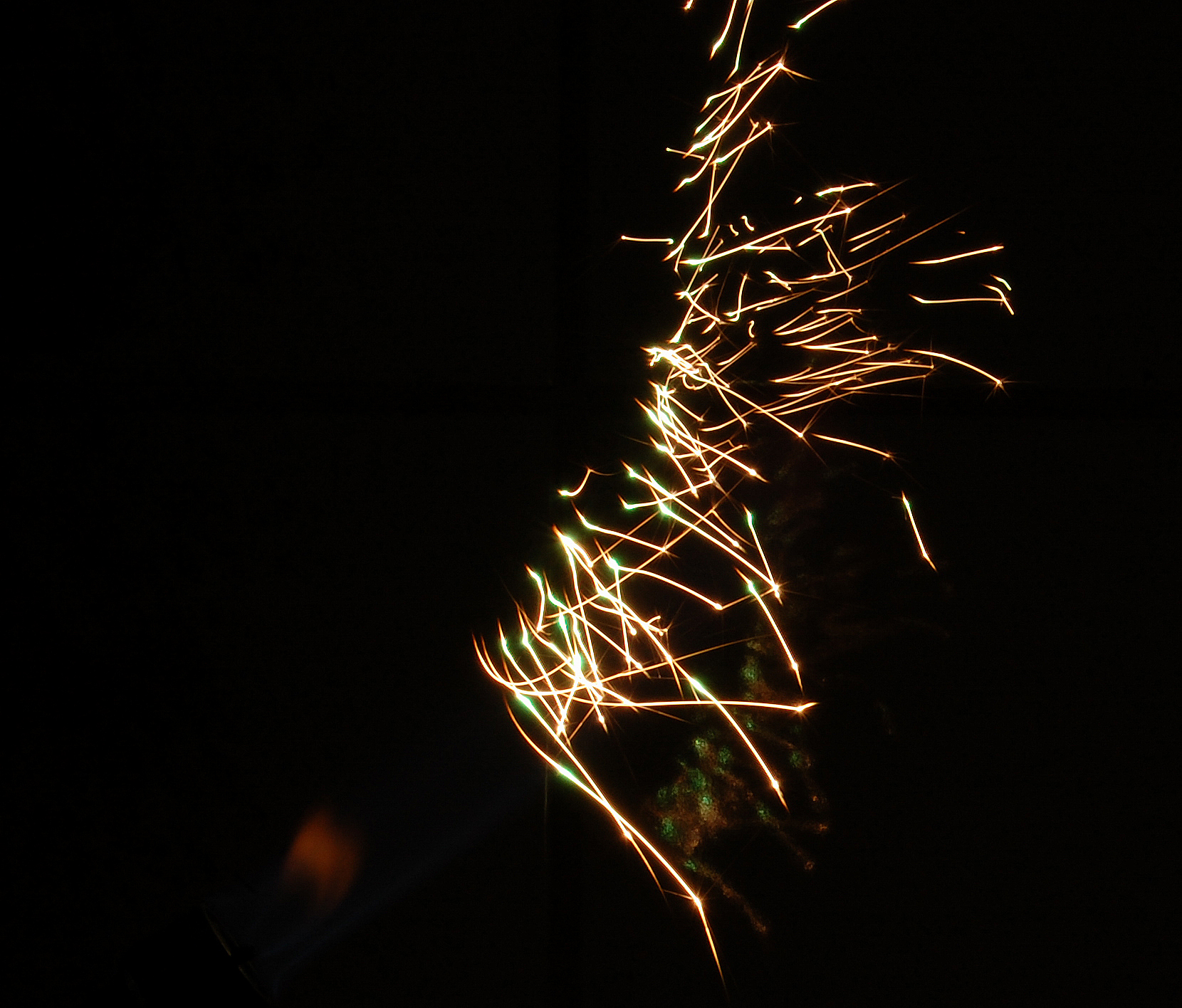
Zweifarbige Funken von brennendem Erbiumpulver, welche hellgoldene und grüne Bereiche aufweisen.

Ein Funke (aus vordeutsch rekonstruiert *fun-k-ōn, mhd. vunke „Funke, Feuer“) ist ein glühendes Teilchen, das bei Verbrennungsvorgängen, Reibungsvorgängen oder elektrischen Entladungen entsteht und sich durch ein gasförmiges Medium bewegt. Diese Kleinstteilchen werden dann als Funkenflug bezeichnet.
Das Schlagen von Funken mit dem Schlagfeuerzeug ist eine der ältesten Methoden, ein Feuer zu entfachen.

## Beschreibung

### Entstehung
Funken entstehen:
- bei offener Verbrennung (Feuer mit Flamme), wenn Teilchen mit der aufsteigenden heißen Abluft mitgerissen werden
- beim Schleifen von Metall, wobei abgetragene Späne durch die Luft geschleudert werden
- beim Schweißen als Spritzer flüssigen Metalls
- wenn Güterzüge sehr scharf bremsen müssen[3] (Reibungsfunken)

Funken können entweder nur extrem heiß sein oder sich selbst noch im Verbrennungsvorgang befinden.
Die Farbe eines Funkens wird von der Temperatur des Teilchens und damit nur indirekt von der chemischen Zusammensetzung bestimmt. Die Schwarzkörperstrahlung beschreibt den Zusammenhang von Temperatur und Lichtemission. Es können im sichtbaren Bereich dabei nur Farben von rot/orange über gelb/gold zu weiß/silber angenommen werden. Dadurch ergeben sich die charakteristischen Funkenfarben z. B. von Kohle (rotgold), Eisen (gold) oder Aluminium (silber). Exotische und diesen Regeln nicht unterworfene Funken werden von Metallen, welche in der Gasphase verbrennen, erzeugt. Ein Beispiel sind farbwechselnde Funken in gold und grün z. B. aus verbrennendem Erbiumpulver. Mit Legierungen aus mindestens einem niedrig siedenden Metall kann die Farbe des Funkens durch den anteilig in der Gasphase verbrennenden Bestandteil eingestellt werden.

### Brandgefahr
Funken können selbst ein Feuer bzw. einen Brand auslösen. Die Zündwirkung hängt von der Größe und Form des Teilchens, dem Funkenmaterial, der Verweilzeit und weiteren Größen ab. Besonders häufige Brandquellen sind:
- übersehener Funkenflug bei Schleif- und Schweißarbeiten:[8] Die metallischen Teilchen sind extrem heiß und kühlen vergleichsweise langsam ab – häufen sie sich an uneinsehbarer Stelle, lösen sie Schwelbrände aus, die sich zum Vollbrand ausweiten können.[9]
- Funkenflug bei Großbränden. Begünstigt wird dies durch thermische Faktoren und Wind. Bei Waldbränden können Glutteilchen mehrere Kilometer weit fliegen, bis sie wieder zu Boden fallen (Fall out). Solche Brandansteckung war der Grund, warum in Zeiten der Holz- und Reetdeckung ganze Siedlungen und Städte abbrannten.